# جون أونيل (ضابط)
جون أونيل (بالإنجليزية: John O'Neill)‏ هو ضابط أمريكي، ولد في 19 فبراير 1946.

## وصلات خارجية
- جون أونيل على موقع إن إن دي بي (الإنجليزية)